# Heimataerde
Heimataerde (o Heimatærde) es una banda alemana del género electro-industrial con influencias medievales. Es un proyecto de DJ Ash.
Basan sus ritmos industriales mezclados con fuertes sonidos oscuros y medievales. La principal temática de este grupo son las grandes batallas de la Orden del Temple. 
En cuanto al concepto de Heimataerde:

El Heimataerde se encuentra en el centro del enfrentamiento entre el Bien y el Mal.
Los Avatares del Poder y de la Luz, sin atisbo de piedad, luchan por vencer por encima del Amor o del Pecado Mortal.
¿Quién podrá, cuando el Día del Juicio llegue, decir cuál es el lado correcto?

## Discografía

### LP
- 2005: Gotteskrieger
- 2006: Kadavergehorsam
- 2007: Leben Geben Leben Nehmen
- 2009: Dark Dance
- 2010: Unwesen
- 2012: Gottgleich
- 2014: Kaltwaerts

### Sencillos
- 2004: Ich Hab die Nacht Getraeumet
- 2006: Unter der Linden
- 2008: Vater